# Felderítő konténer

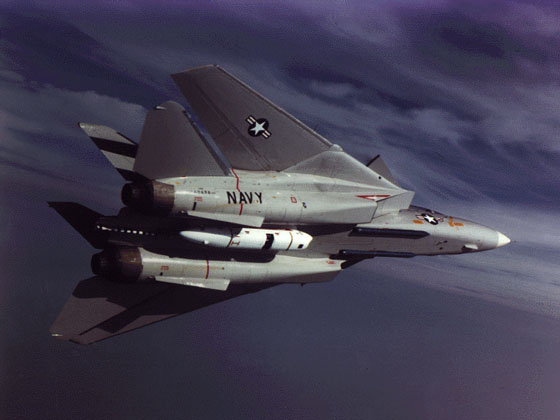
TARPS konténer egy Tomcat törzse alatt

A felderítő konténer segítségével a többfeladatú harci repülőgépek képek és videók készítésére képesek földi és légi célpontokról. A legújabb típusú célmegjelölő konténerek is alkalmasak erre a feladatra, sőt adattovábbításra is.
A rendszer előnye, hogy leszerelhető, csak akkor függesztik fel a gép kijelölt pilonjára, amennyiben az adott repülési feladathoz szükséges, egyéb bevetéseken nem foglal helyet és nem növeli a gép tömegét, légellenállását. (Speciálisan felderítőfeladatokra fejlesztett gépek esetében a sárkányszerkezetbe fixen beépített fényképezőgépeket alkalmaznak.)
A régebbi verziójú felderítőkonténerek ún. "nedves" kialakításúak, azaz filmszalagra készítették a képeket, míg az újabb típusok már digitális formátumban, adathordozóval kinyerhető (esetleg adatkapcsolaton keresztül egyből továbbsugározható) módon készítik a felvételeket.
A felderítőkonténerben található kamerák lehetnek fix beépítésűek (függőlegesen vagy szögben döntve), vagy a (főként) célmegjelölésre alkalmazott konténerek esetében forgatható kupolába építve.

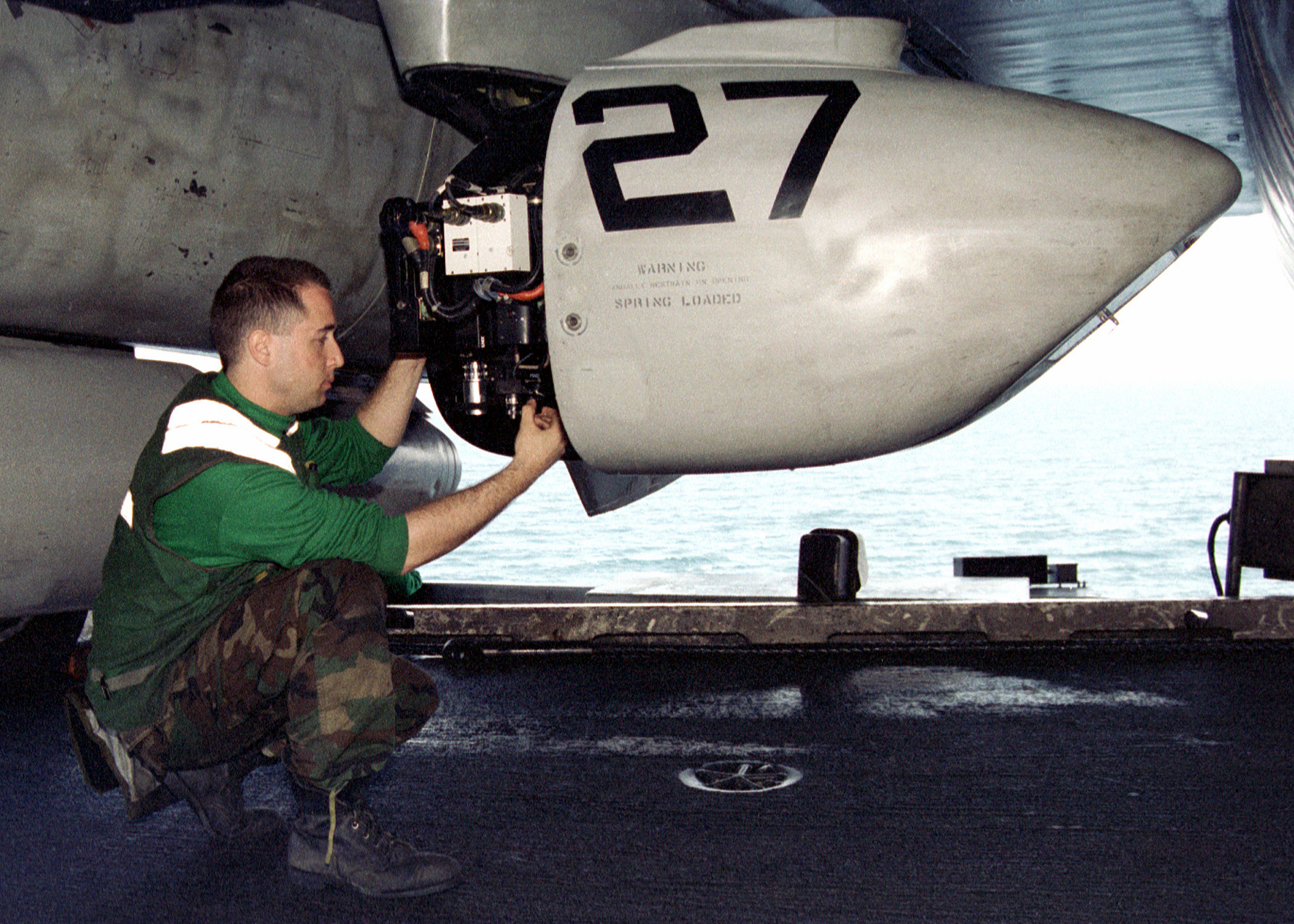
TARPS konténer mellső kamerájának beállítása.

## Konténer típusok
- D és R típusú (MiG–21R/RF)
- KKR–1 és KKR–2 (Szu–17/22M3)
- Oldelft Orpheus (holland F–104 és F–16AM)
- RAPTOR (Reconnaissance Airborne Pod TORnado, Panavia Tornado)
- SHARP (Shared Reconnaissance Pod, F/A–18E/F)
- SPK 39 (Saningkapsel 39, JAS 39 Gripen)
- TARPS (Tactical Airborne Reconnaissance Pod System, F–14B/D Tomcat)